# NGC 3857
NGC 3857 је лентикуларна галаксија у сазвежђу Лав која се налази на NGC листи објеката дубоког неба.
Деклинација објекта је + 19° 31' 59" а ректасцензија 11h 44m 50,1s. Привидна величина (магнитуда) објекта NGC 3857 износи 14,1 а фотографска магнитуда 15,1. NGC 3857 је још познат и под ознакама MCG 3-30-84, CGCG 97-117, PGC 36548.